# Основа (товариство)
Основа — українське студентське товариство, що було засноване у 1897 році у Цісарсько-королівській політехнічній школі у Львові, сприяло консолідації студентів-українців в умовах зростаючої полонізації навчального закладу.
Свою назву товариство запозичило від журналу «Основа», що видавався у 1861—1862 роках у Петербурзі і ставив перед собою завдання — обґрунтувати права українського народу на вільний і всебічний розвиток. Студенти-політехніки організувалися з метою втілення в життя ідей цього видання.
Першим головою товариства був Володимир Дидинський, згодом його очолювали Теофіл Мелень, Павло Дурбак, Павло Волосенко та інших. Організація була створена в першу чергу з метою взаємодопомоги студентів-політехніків, а також мала науково-організаційний та культурно-освітній характер. У товаристві постійно діяло декілька комісій, зокрема видавнича. Воно займалося посередництвом у працевлаштуванні, організацією практик під час канікул, підтримувало наукові відрядження. У доробку «Основи» — і благодійницькі акції.
Важливою ділянкою роботи організації була видавнича діяльність. На зламі XIX і XX століть, у період посилення національно-патріотичних рухів українського студентства, засобом впливу на громадську думку було видавання студентських і молодіжних часописів. Студенти-політехніки брали активну участь у видавничій роботі не тільки в рамках товариства, за посередництвом молодіжно-патріотичної преси вони залучалися до громадського життя Галичини.
Окремим видом видавничої діяльності членів товариства «Основа» була робота з випуску аркушевих образотворчих видань. Серед напрямів громадської діяльності «Основи» чільне місце займав збір коштів для «Рідної Школи». З цією метою члени товариства видавали і розповсюджували серед українського населення великодні та різдвяні поштові листівки. Найбільш ранні (погашений штемпель від серпня 1908 року) зі згадуваних образотворчих видань, що зберігаються у приватних колекціях, — три види кольорових поштівок: «Церков св. Юра у Львові», «Волоська церков у Львові», «Пам'ятник Маркіяну Шашкевичу».
У 1913 році було відзначено 15-річчя заснування товариства «Основа». Одним із найбільших досягнень у роботі організації за цей період визначалася видавнича діяльність, спрямована на популяризацію національного мистецтва. Важливою акцією на урочистостях стало створення «Українського політехнічного товариства».
Польська поліція заборонила діяльність товариства «Основа» у січні 1924 року, оскільки члени товариства не були студентами легальної Львівської політехніки. Для продовження роботи було вирішено створити кооперативну організацію з цією ж назвою. Перші збори новоствореного об'єднання відбулися у грудні 1924 року. А в лютому 1925 року створено і видавничу комісію при кооперативі «Основа». Кооператив і Українське технічне товариство утримували «таємну політехніку» у найважчі роки її існування.
В лютому 1927 року студентське товариство «Основа» Львівської політехніки було легалізоване. За статутом товариство провадило видавничу діяльність, а саме — «видавництво підручників, наукової літератури, аполітичних часописів і мистецьких репродукцій». З лютого 1927 року почала видавати часопис «Студентський вісник».
На початку 1930-х років товариство «Основа» стає центром громадського життя українських студентів Львівської політехніки. Пожвавлення роботи різноманітних гуртків та клубів з одночасним посиленням політичного тиску польської влади змушувало товариство вести подвійну діяльність: легальну, спрямовану на відстоювання інтересів українських студентів перед адміністрацією Політехніки, і таємну, яка віддзеркалювала політичну активність його членів.
Протягом 1935 року видавнича комісія випустила у світ п'ять номерів газети. Напружені суспільно-політичні події 1930-х років, вбивство міністра Б. Пєрацького, тотальні репресії та судові процеси викликали жваві дискусії у студентському середовищі. Ці події знаходили відгомін у випусках видання. На цьому закінчився 40-річний етап діяльності товариства українських студентів-політехніків «Основа».